# ヘイズブラ足跡

約80万年前（更新世）のヘイズブラの位置を示す地図

ヘイズブラ足跡（ヘイズブラそくせき、英: Happisburgh footprints）は、2013年5月にイギリスのヘイズブラで発見された、約80万年前の古代人類の足跡である。この足跡についての研究結果は2014年2月7日に公表され、人類の足跡としては、アフリカ以外で見つかった最古のものであることが確認された。
大英博物館などからなる研究チームが、イギリス東部ノーフォークのヘイズブラで、古代の河口の泥に残された複数の大人と子どもの足跡を発見した。周辺では石器や、現在は絶滅したマンモス・ウマ・ハタネズミなどの骨の化石も発見された。この場所は地質学的に氷河堆積物の真下に当たっていた。
分析結果から、足跡は約80万年前と推定された。足跡を残した古代人の集団は、少なくとも男性と女性と子ども三人から構成され、足跡の大きさは大人と年少者の足のサイズの範囲、身長が約90センチから170センチでほとんど現代人と同じであるとされた。

## 発見

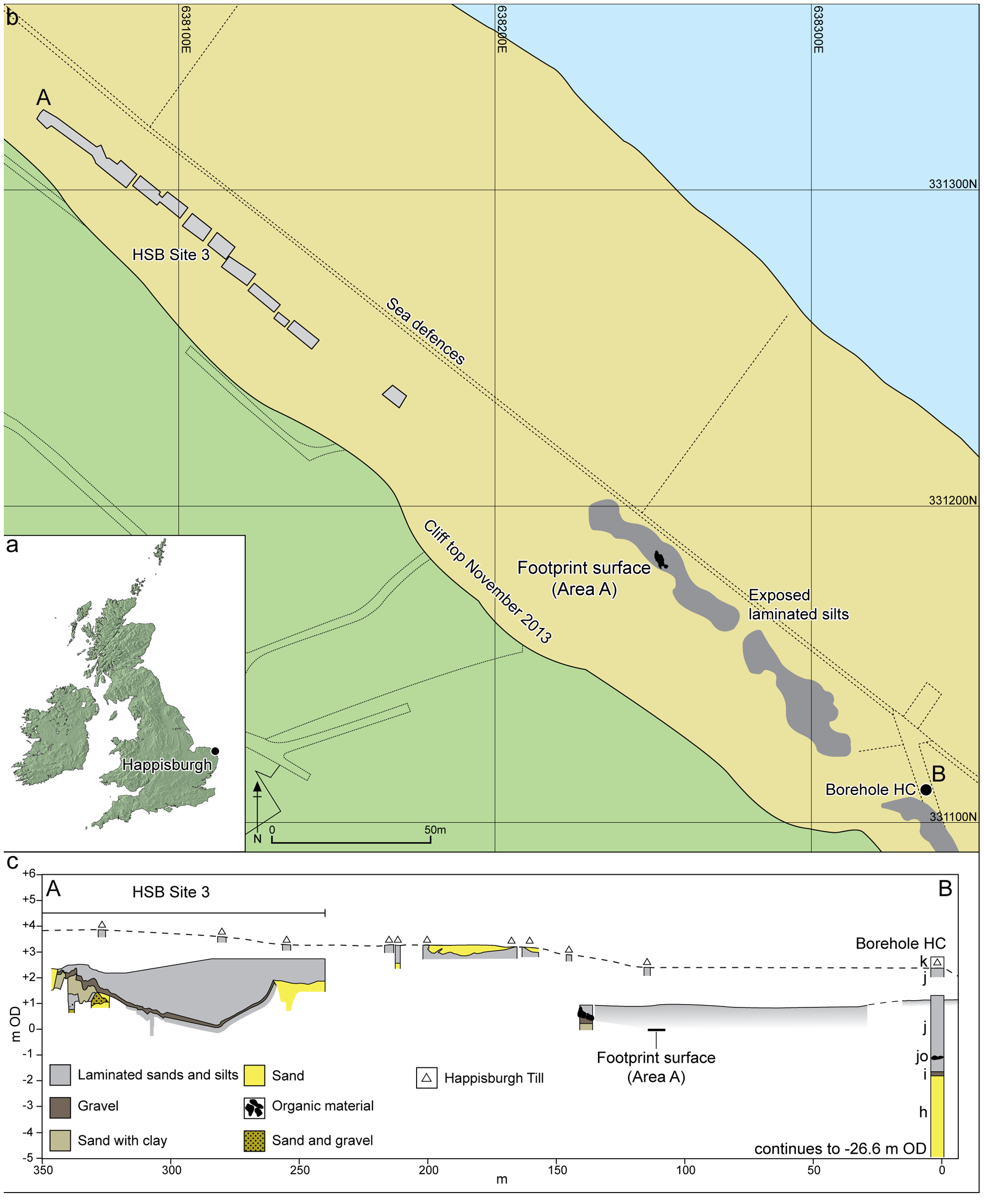
ヘイズブラ遺跡の平面図と、発掘・調査された地層および足跡の見つかった面の断面図

足跡は2013年5月の干潮時、ヘイズブラの浜辺で、大英博物館やロンドン大学クイーン・メアリー校などのチームによって一部が砂に覆われた状態で堆積物の中から見つかった。この堆積物は川の河口に堆積した後、砂に覆われたことで保護されていた。この堆積物の層は崖下に位置していたが、荒天のあとに砂による保護層が洗い出され、堆積層が露出した。この堆積層は柔らかく、波が侵食したため足跡は発見後に破壊されている。研究者らは足跡そのものの保護はできなかったが、写真測量法を利用してすべての足跡の3D画像が記録された。このデータはリヴァプール・ジョン・ムーア大学の研究者が解析を行い、堆積物に記録された足跡はヒト族のものであることが確認された。この研究成果は2014年2月7日に『PLOS ONE』誌に掲載された。

## 概要

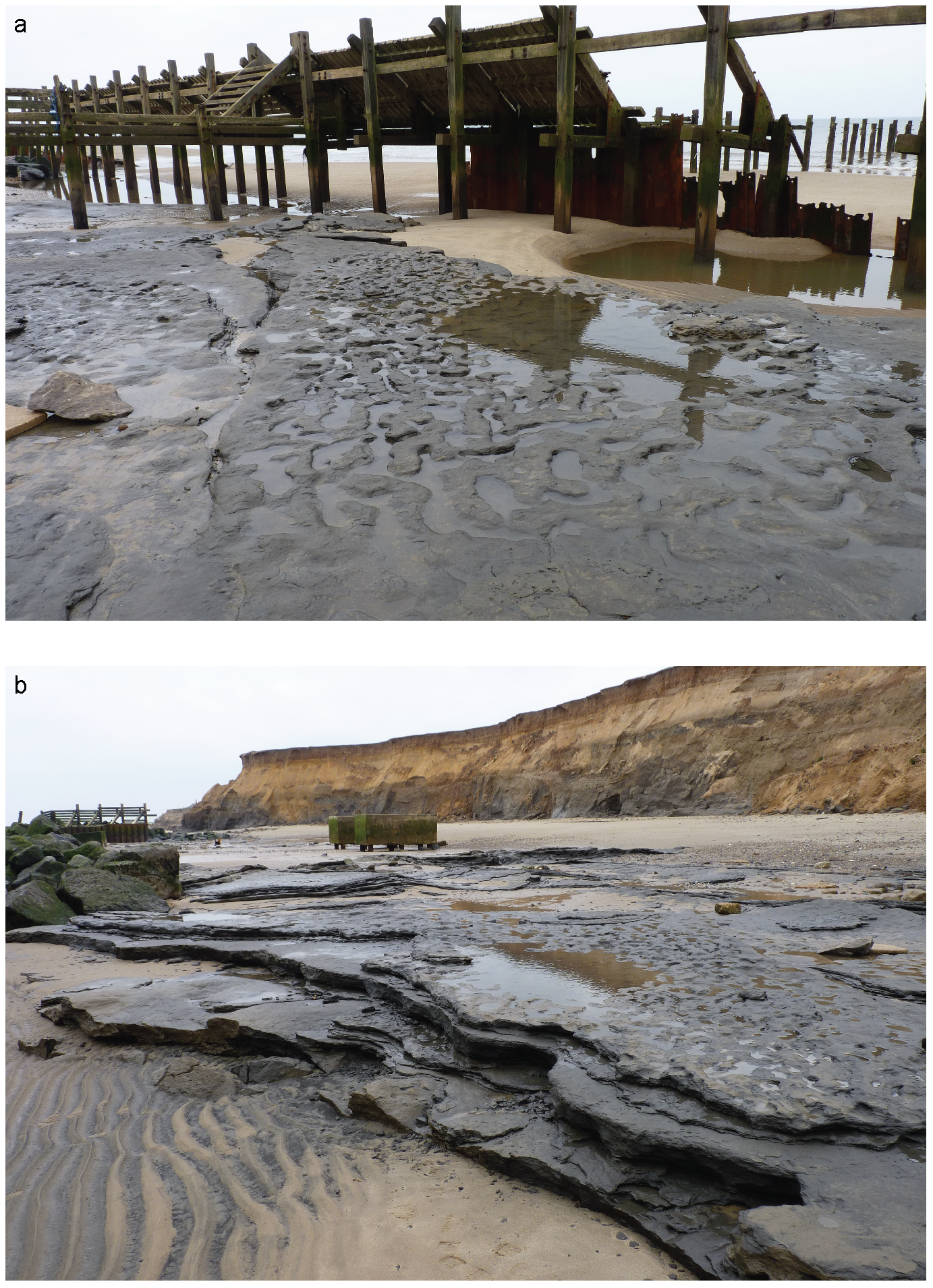
ヘイズブラのエリアAの写真：(a) 北向きに足跡を見たところ、(b) 南向きに足跡を見たところ

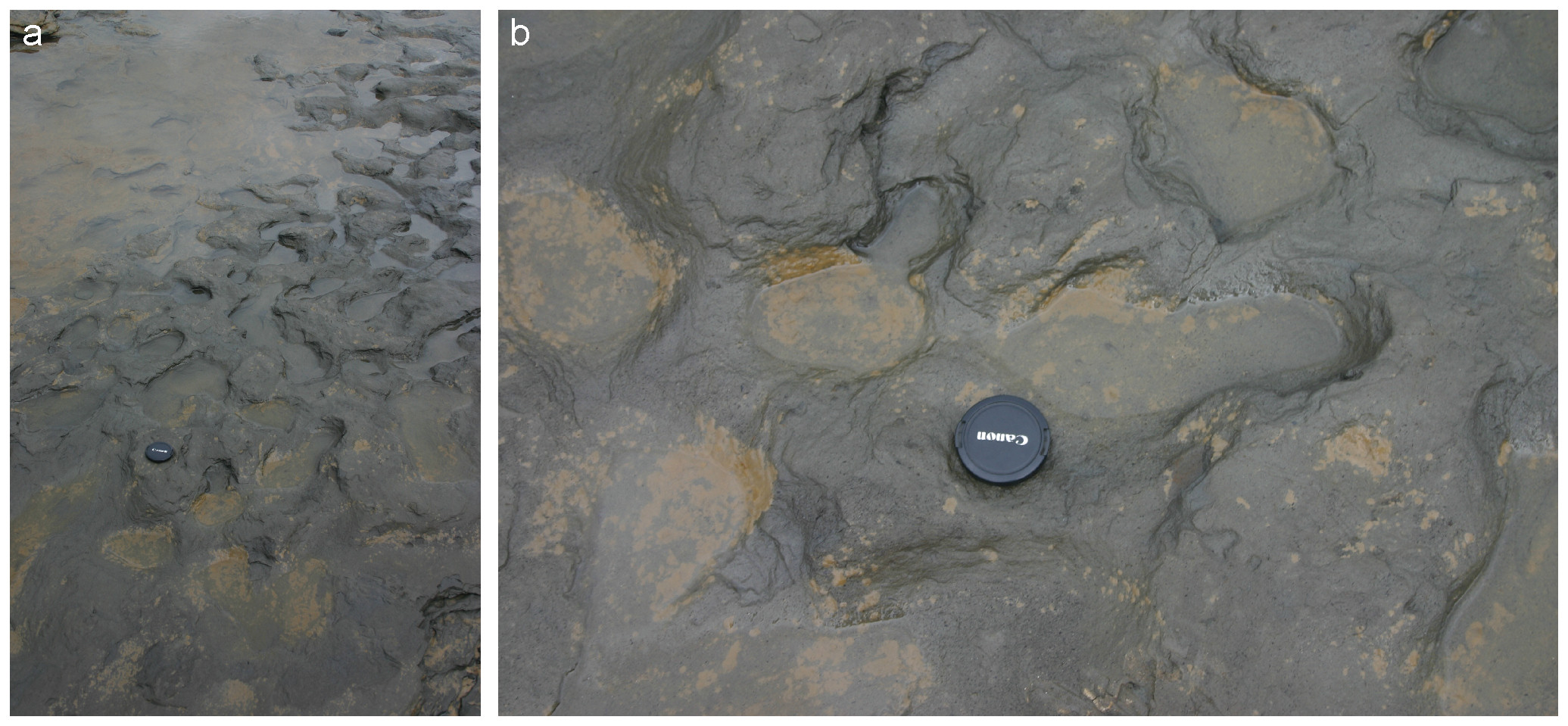
足跡。大きさの比較用にカメラレンズのキャップが置かれている。

およそ50の足跡が40平方メートル近い面積の中に発見された。そのうちの12個はほとんど完全に残っており、2個にはつま先まで詳細に見ることができた。足跡は大人と子供を含む5人と思われる個人によるものであると確認された。足跡の大きさは140mmから260mmであり、この足跡を残した古代人の身長はおよそ90cmから170cmとされる。この古代人はスペインから発見されたホモ・アンテセッサーと呼ばれる種であると考えられている。
分析によると、5人からなると思われる集団は、現在の位置よりもずっと北側に流れていたテムズ川初期の流路の河口の干潟を上流方向に歩いていたことが分かった。考古学者は、この集団が干潟でゴカイや貝類などの海産物を探していたのだろうと推測している。

## 年代測定
年代は層序学や古地磁気学、堆積物中の動植物の示準化石を調べることで決定された。